# Cytora annectens
Cytora annectens är en snäckart som först beskrevs av Powell 1948.  Cytora annectens ingår i släktet Cytora och familjen Pupinidae. Inga underarter finns listade i Catalogue of Life.